# Przysnobor
Przysnobor – staropolskie imię męskie, złożone z członu Przysno- (być może oznaczającego "zawsze") i -bor ("walczyć, zmagać się"). Być może oznaczało "tego, kto nigdy nie uchyla się od walki".